# Пропионат натрия
Пропионат натрия — химическое соединение,
соль натрия и пропионовой кислоты 
с формулой C2H5COONa,
бесцветные кристаллы,
растворяется в воде,
образует кристаллогидраты.

## Получение
- Нейтрализация пропионовой кислоты гидроксидом натрия:

{\displaystyle {\mathsf {NaOH+C_{2}H_{5}COOH\ {\xrightarrow {}}\ C_{2}H_{5}COONa+H_{2}O}}}

## Физические свойства
Пропионат натрия образует бесцветные гигроскопичные кристаллы
моноклинной сингонии,

параметры ячейки a = 0,3569 нм, b = 0,5306 нм, c = 1,1188 нм, β = 92,86°
.
Растворяется в воде.
Образует кристаллогидрат состава C2H5COONa•H2O.

## Применение
- Консервирующее вещество в пищевой промышленности и медицине.